# Pambolus granulatus
Pambolus granulatus är en stekelart som beskrevs av Van Achterberg 2003. Pambolus granulatus ingår i släktet Pambolus och familjen bracksteklar. Inga underarter finns listade i Catalogue of Life.